# Orszak weselny
Orszak weselny – fresk autorstwa Giotto di Bondone namalowany ok. 1305 roku dla kaplicy Scrovegnich w Padwie.
Jeden z 40 fresków namalowanych przez Giotta w kaplicy Scrovegnich należący do cyklu scen przedstawiających życie Joachima i Anny, rodziców Marii oraz Chrystusa. Historia rodziców Marii i jej samej pochodziła głównie z trzynastowiecznej Złotej legendy autorstwa Jakuba de Voragine'a oraz z Protoewangelii Jakuba z II wieku.

Motyw orszaku Maryi jest bardzo rzadki w sztuce. Scena ukazana na fresku nie wskazuje o jaki epizod z życia Marii dokładnie chodzi. Jedne interpretacje identyfikują ją z momentem przywołania dziewic do uszycia zasłony do świątyni jerozolimskiej: 

I rzekł kapłan: "Zwołajcie do mnie dziewice, które są bez skazy, z pokolenia Dawida". I odeszli słudzy, i szukali, i znaleźli siedem. I przypomniał sobie kapłan o dzieweczce Maryi, że ona jest z pokolenia Dawida i bez skazy przed Bogiem. I słudzy odeszli, i przyprowadzili ją.(ProtEwJK 10 112-113)

 Inne interpretacje wspominają o odwiedzinach rodziców Marii, Joachima i Anny w Galilei. Najbardziej prawdopodobną interpretacją fresku jest przedstawienie na nim orszaku weselnego podczas zaślubin Marii z Józefem. Maria w towarzystwie druhen i rodziny z grajkami na przodzie wchodzi do domu przyszłego męża. W Protoewangelii wspomina się jedynie o wzięciu przez Józefa Marii pod swoją opiekę. Orszak weselny miał sugerować o prawdopodobnym usankcjonowaniu związku w świątyni, mimo iż nie wspominają o tym źródła. 
 Nad głowami orszaku z gotyckiej wieżyczki wystaje gałąź krzewu. Jego symbolika nie została wyjaśniona.